# Drymoreomys albimaculatus
Drymoreomys albimaculatus (Percequillo, Weksler & Costa, 2011) è un roditore della famiglia dei Cricetidi, unica specie del genere Drymoreomys (Percequillo, Weksler & Costa, 2011), endemico del Brasile.

## Descrizione

### Dimensioni
Roditore di piccole dimensioni, con la lunghezza della testa e del corpo tra 122 e 139 mm, la lunghezza della coda tra 140 e 175 mm, la lunghezza del piede tra 25,8 e 30,5 mm, la lunghezza delle orecchie tra 16 e 22 mm e un peso fino a 64 g.

### Caratteristiche craniche e dentarie
Il cranio presenta un rostro lungo ed affusolato, le ossa nasali e pre-mascellari si estendono anteriormente formando un corto tubo, i fori palatali sono lunghi e ampi, il palato è corto. Gli incisivi superiori sono giallo-arancioni e lisci.
Sono caratterizzati dalla seguente formula dentaria:

### Aspetto
La pelliccia è molto lunga, densa e liscia. Le parti dorsali variano dall'arancione al giallo fulvo leggermente cosparse di peli bruno-rossastri e la base dei peli grigiastra, i fianchi sono bruno-rossastri chiari, mentre le parti ventrali sono grigiastre con la punta dei singoli peli bianca eccetto sulla gola, il petto e la zona inguinale dove i peli sono interamente bianchi. Le orecchie sono piccole e rotonde, ricoperte internamente di piccoli peli dorati ed esternamente di peli bruno-rossastri. Le zampe posteriori sono corte e larghe e sono presenti delle macchie brunastre alla base delle dita. I cuscinetti plantari sono molto grandi e carnosi. La coda è più lunga della testa e del corpo ed è uniformemente scura.

## Biologia

### Comportamento
È una specie probabilmente arboricola sebbene sia stata catturata sempre al suolo.

## Distribuzione e habitat
Questa specie è diffusa lungo lungo le coste atlantiche degli stati brasiliani di San Paolo e Santa Catarina.
Vive nelle foreste atlantiche tra 650 e 1.200 metri di altitudine.

## Conservazione
Questa specie, essendo stata scoperta solo recentemente, non è stata sottoposta ancora a nessun criterio di conservazione.